# Project Management Professional

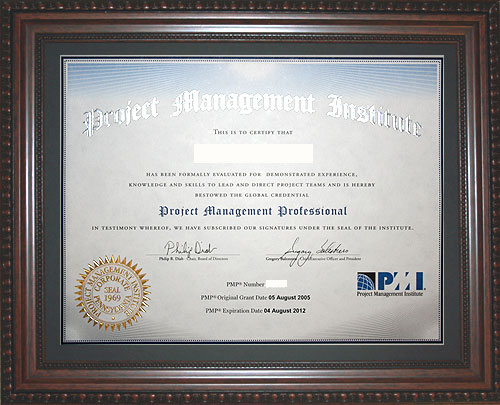
Chứng chỉ PMP

PMP - Project Management Professional là một chứng chỉ do Viện Quản lý Dự án (Hoa Kỳ) đưa ra từ năm 1984. Đây là chứng chỉ quốc tế công nhận một người có tri thức và kỹ năng để dẫn dắt, quản lý nhóm nhằm thực hiện dự án, chuyển giao kết quả đáp ứng theo yêu cầu ràng buộc của dự án. Tiêu chuẩn PMP yêu cầu người PM phải đạt trình độ chuyên gia (expert) trong hầu hết các lĩnh vực (knowledge area) liên quan và có khả năng quản lý những dự án lớn, thí dụ các dự án có ngân sách tính bằng đơn vị triệu USD trở lên hay nhóm thực hiện dự án hơn 200 người làm việc ở nhiều quốc gia khác nhau.

## Lý do chọn thi PMP
PMP cần thiết vì nó phục vụ cho chính công việc của những người làm dự án, kể cả ở vị trí quản lý như Project Management Office staff, project manager hay ở vị trí là một thành viên bình thường. Người PM có thể áp dụng khung (framework) trong PMP vào việc điều hành dự án, thay đổi những cách làm không hiệu quả, nâng cao khả năng thành công của dự án. Các thành viên dự án cũng có thể dùng kiến thức PMP để hiểu được các thuật ngữ, nắm được quy trình, process trong phát triển dự án, hỗ trợ PM quản lý dự án...
Ngoài ra, PMP là một thước đo quan trọng về motivation trong công việc. Người có trình độ đạt chuẩn quốc tế PMP luôn tự tin vào khả năng quản lý dự án của mình, làm việc theo chuẩn là giảm thiểu rủi ro. Người có chứng chỉ PMP luôn được đánh giá cao trong mắt người muốn dự thi bè, đồng nghiệp, khách hàng và dưới ánh mắt sếp của họ, qua đó chế độ đãi ngộ cũng sẽ hơn những đồng nghiệp khác không có PMP. Ở các tin tuyển dụng cho vị trí PM, yêu cầu bắt buộc phải có PMP rất nhiều, hoặc nếu không thì người có chứng chỉ PMP cũng sẽ được đánh giá cao và dễ tìm được việc hơn những người không có.

## Điều kiện để dự thi
| Nhóm | Trình độ       | Giờ học | Số giờ làm công việc dự án | Số năm kinh nghiệm |
| ---- | -------------- | ------- | -------------------------- | ------------------ |
| 1    | Cử nhân/ kỹ sư | 35 giờ  | 4.500 giờ                  | 3 năm              |
| 2    | Phổ thông      | 35 giờ  | 7.500 giờ                  | 5 năm              |

Trong đó:
- Điều kiện về 35 giờ học: là số giờ học về quản lý dự án người muốn dự thi phải thực hiện trước khi thi PMP. Theo Certification Handbook chính thức của PMI (Project Management Institute - Viện Quản lý dự án Hoa Kỳ) thì có 7 loại hình đào tạo có thể cung cấp 35 giờ học (35 contact hours), gồm: A. Nhà cung cấp giáo dục đã đăng ký với PMI (REP - Registered Education Providers), lưu ý rằng PMI REP từ 1/1/2021 được thay bằng PMI ATP; B. PMI Authorized Training Partners (ATPs); C. Chi nhánh PMI; D. Chương trình đào tạo nội bộ công ty; E. Các công ty đào tạo, tư vấn (ví dụ: các trường đào tạo); F. Các công ty đào tạo từ xa, bao gồm có đánh giá cuối khóa học; G. Chương trình giáo dục đại học / cao đẳng và giáo dục thường xuyên. 2 loại hình đào tạo dưới đây KHÔNG đáp ứng yêu cầu của PMI gồm:  - Các cuộc họp của chi nhánh PMI  - Tự học (ví dụ: đọc sách, xem video hướng dẫn hoặc các buổi học với huấn luyện viên hoặc cố vấn)
- Điều kiện về kinh nghiệm làm công việc dự án: công việc dự án (project tasks) là những công việc, process trong quản lý dự án theo tiêu chuẩn của PMP. Thí sinh phải chứng minh rằng mình đã từng có từng đó giờ làm thực tế với những công việc dự án đó. Thí dụ như người muốn dự thi đã có bằng cử nhân và có đủ 3 năm kinh nghiệm làm quản lý dự án nhưng chỉ làm ở hai process group của dự án là initiating và closing chẳng hạn thì cũng không được chấp nhận. Khi làm thủ tục thi, thí sinh phải liệt kê đầy đủ đã làm process A bao nhiêu giờ, process B bao nhiêu giờ cho từng dự án. Hệ thống sẽ tính tổng số giờ theo từng process và tham chiếu đến quy định chuẩn để quyết định người đó có đủ điều kiện dự thi hay không. Lưu ý, trong 1 dự án thì KHÔNG bắt buộc phải có kinh nghiệm ở cả 5 lĩnh vực kiến thức (Initiating, Planning, Executing, Monitoring & Controlling, Closing) nhưng khi tổng kết toàn bộ các dự án thì phải có số giờ kinh nghiệm ở tất cả 5 lĩnh vực kiến thức.
- Số năm kinh nghiệm: đó là số năm tối thiểu người muốn dự thi đã làm ở vị trí quản lý dự án phân theo nhóm. Số năm kinh nghiệm được giới hạn trong một số năm gần đây. Nhóm cử nhân, kỹ sư yêu cầu 3 năm kinh nghiệm nhưng tính trong vòng 6 năm gần đây nhất. Nhóm phổ thông yêu cầu 5 năm kinh nghiệm, tính trong vòng 8 năm gần đây nhất.

## Xử lý hồ sơ dự thi
Hồ sơ dự thi gồm có:
- Bằng cử nhân / kỹ sư (nếu người muốn dự thi thuộc nhóm 1): thực tế chỉ cần khai trong hồ sơ, nếu PMI yêu cầu mới phải đưa ra đối chiếu,
- Hồ sơ mô tả 4.500 giờ làm công việc dự án đối với nhóm 1 hoặc Hồ sơ mô tả 7.500 giờ làm công việc dự án đối với nhóm 2: có thể khai trực tuyến khi nộp hồ sơ trực tuyến hoặc ghi rõ trong tài liệu nếu nộp theo đường bưu điện
- Hồ sơ mô tả 3 năm kinh nghiệm làm quản lý dự án đối với nhóm 1 và 5 năm kinh nghiệm với nhóm 2,
- Chứng nhận đã có 35 giờ học về quản lý dự án: người muốn dự thi tham gia ở những buổi hội thảo, sinh hoạt của PMI trên toàn thế giới; ở những trung tâm được PMI công nhận; ở các chương trình đào tạo quản lý dự án nội bộ công ty (tuân theo phương pháp của PMI); ở các trường đại học có đào tạo quản lý dự án, các khóa học trực tuyến để lấy chứng nhận 35 giờ học này, hoặc các công ty đào tạo, tư vấn (ví dụ: các trường đào tạo)

Nếu công ty người muốn dự thi có khóa đào tạo nội bộ thì người muốn dự thi vẫn có thể tích lũy đủ 35 giờ học.
- Lệ phí thi:

| Thể loại thi          | Thành viên PMI      | Đô la Mỹ | Euro |
| --------------------- | ------------------- | -------- | ---- |
| Thi trên máy tính     | Là thành viên       | 405      | 340  |
| Thi trên máy tính     | Không là thành viên | 555      | 465  |
| Thi trên giấy         | Là thành viên       | 250      | 205  |
| Thi trên giấy         | Không là thành viên | 400      | 335  |
| Thi lại trên máy tính | Là thành viên       | 275      | 230  |
| Thi lại trên máy tính | Không là thành viên | 375      | 315  |
| Thi lại trên giấy     | Là thành viên       | 150      | 125  |
| Thi lại trên giấy     | Không là thành viên | 300      | 250  |
| Duy trì chứng chỉ     | Là thành viên       | 60       |      |
| Duy trì chứng chỉ     | Không là thành viên | 150      |      |

Sau khi nộp hồ sơ, PMI sẽ xác định xem ứng viên có thuộc diện thẩm tra (audit) hồ sơ hay không. Quá trình lựa chọn hồ sơ để thẩm tra được tiến hành ngẫu nhiên. Nếu PMI xác nhận ứng viên đủ điều kiện dự thi (sau khi audit hoặc không audit), ứng viên sẽ đóng lệ phí thi và tham gia thi.

## Cấu trúc bài thi
Bài thi PMP có format như sau:
- Gồm 200 câu hỏi trắc nghiệm. Mỗi câu có 4 phương án trả lời. Chọn một trong 4 phương án đó.
- Trong 200 câu, có 175 câu được tính điểm, 25 câu chỉ nhằm mục đích thống kê của PMI. Khi thi không biết câu nào không tính điểm, câu nào được tính điểm.
- Thời gian làm bài thi là 4 giờ chủ yếu trên máy tính. PMI chỉ chấp nhận cho thi trên giấy khi thí sinh ở cách 300 km so với địa điểm thi hoặc theo hình thức một công ty tổ chức cho nhân viên thi và chỉ có nhân viên của công ty đó được thi.
- Phân phối phần trăm câu hỏi theo các lĩnh vực (Process Groups) trên tổng số 200 câu hỏi như sau:

| Lĩnh vực                               | Phần trăm câu hỏi / 200 câu |
| -------------------------------------- | --------------------------- |
| Initiation                             | 11%                         |
| Planning                               | 23%                         |
| Executing                              | 27%                         |
| Monitoring and Controlling             | 21%                         |
| Closing                                | 9%                          |
| Professional and Social Responsibility | 9%                          |

## Địa điểm thi
Hệ thống trung tâm thi Pearson VUE trải rộng khắp ở 160 quốc gia. Người muốn dự thi có thể vào trang web của PMI (sau khi đã được PMI phê duyệt hồ sơ PMP) để tìm địa điểm thi gần nơi ở nhất. Ở Việt Nam, hiện có 3 trung tâm của Pearson VUE (2 ở TPHCM, 1 ở Hà Nội) là được phép tổ chức kỳ thi offline. Bên cạnh đó thí sinh có thể thi online.

## Hỗ trợ ngôn ngữ
Về cơ bản PMI được thực hiện các cuộc thi chứng chỉ bằng tiếng Anh. Với PMP và CAPM, PMI có hỗ trợ các ngôn ngữ khác cho bộ câu hỏi và trả lời nếu tiếng Anh không phải là ngôn ngữ chính của thí sinh. Danh sách các ngôn ngữ được hỗ trợ bao gồm: 
- Tiếng Ả Rập
- Tiếng Bồ Đào Nha
- Tiếng Bồ Đào Nha (Brasil)
- Tiếng Do Thái (Hebrew)
- Tiếng Đức
- Tiếng Hàn
- Tiếng Italia (Ý)
- Tiếng Nga
- Tiếng Nhật
- Tiếng Pháp
- Tiếng Quan thoại (giản thể)
- Tiếng Quan thoại (phồn thể)
- Tiếng Tây Ban Nha

## Thông báo kết quả
Nếu thi trên máy tính thì thí sinh sẽ biết ngay kết quả sau khi hết 180 phút làm bài thi. Tờ kết quả (score) không thông báo điểm cụ thể mà chỉ thông báo người muốn dự thi đỗ hay trượt và đánh giá cấp độ bao gồm: cần cải thiện (needs improvement), dưới mong đợi (below target), đạt mong đợi (target), trên cả mong đợi (above target) ở 3 domain là 'People, Process, Business environment. Thí sinh được quyền thi lại tối đa 3 lần trong 1 năm kể từ khi thí sinh nhận được xác nhận được quyền thi được cấp bởi PMI. Nếu vẫn không đỗ, thí sinh phải đợi một năm tính từ thời điểm thi cuối cùng để được thi lại.

## Duy trì chứng chỉ sau khi đạt
Sau khi thi đạt chứng chỉ PMP, người đó vào chương trình "Yêu cầu duy trì chứng chỉ" (Continuing Certification Requirements - CCR) của PMI. Chứng chỉ PMP có giá trị trong thời hạn 3 năm. Trong 3 năm này, người đó phải tham gia các hoạt động và lấy được ít nhất 60 "đơn vị phát triển chuyên môn" (Professional Development Units - PDU). Mục đích là để tiếp tục nâng cao năng lực nghiệp vụ, giao lưu học hỏi với các PMP khác, đóng góp và quảng bá cho PMI. Có nhiều cách để lấy được PDU.
Quy trình để duy trì chứng chỉ PMP:
1. Xác định thời hạn của chứng chỉ (3 năm tính từ ngày chính thức đỗ PMP)
2. Tham gia các hoạt động ở trên để có được ít nhất 60 PDU
3. Báo cáo PDUs đạt được với PMI qua hệ thống đăng ký trực tuyến
4. Hoàn thành các thủ tục duy trì (renewal) chứng chỉ: Xác nhận lại PMI Code of Ethics và Professional Conduct, xác nhận lại PMI Certification Application và Renewal Agreement, nộp tiền gian hạn cho chứng chỉ, 60 đô la cho thành viên của PMI và 150 đô la cho người không phải thành viên.
5. Nhận chứng chỉ mới với thời hạn được gia hạn.